# Селище імені Першого Мая
селище імені Першого Мая (рос. имени Первого Мая) — селище в Богородському районі Нижньогородської області Російської Федерації.
Населення становить 11 осіб. Входить до складу муніципального утворення Каменська сільрада.

## Історія
Від 2004 року входить до складу муніципального утворення Каменська сільрада.

## Населення
| 1999 | 2002 | 2010 |
| ---- | ---- | ---- |
| 21   | ↘9   | ↗11  |